# Бермонвил
Бермонвил (фр. Bermonville) насеље је и општина у северној Француској у региону Горња Нормандија, у департману Приморска Сена која припада префектури Авр.
По подацима из 2011. године у општини је живело 500 становника, а густина насељености је износила 67,48 становника/km². Општина се простире на површини од 7,41 km². Налази се на средњој надморској висини од 136 метара (максималној 145 m, а минималној 122 m).

## Демографија
| 1962. | 1968. | 1975. | 1982. | 1990. | 1999. | 2011. |
| ----- | ----- | ----- | ----- | ----- | ----- | ----- |
| 368   | 368   | 314   | 307   | 314   | 371   | 500   |

График промене броја становника у току последњих година